# Train fantôme (folklore)
 (juillet 2021).

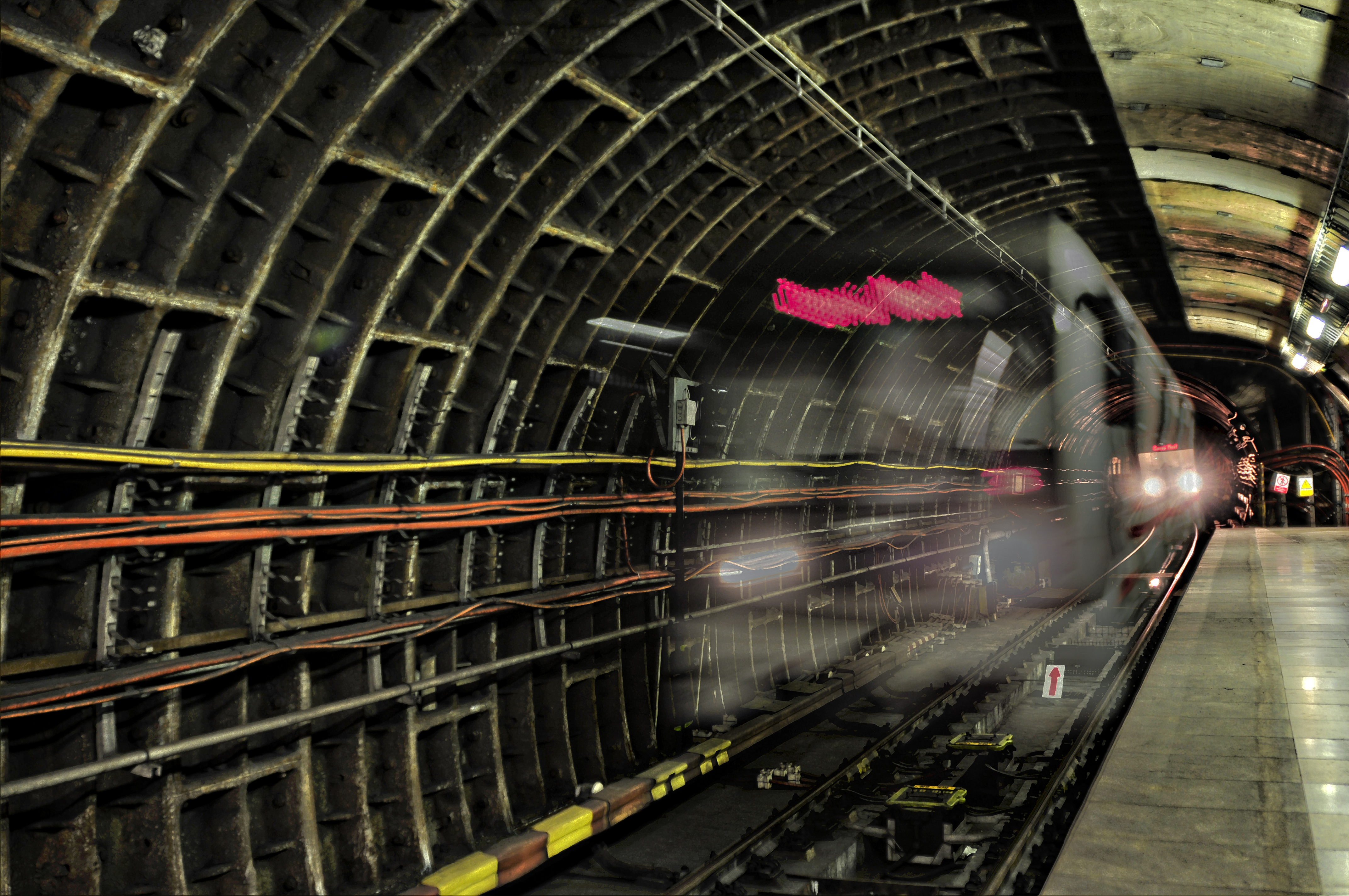
Rame de métro fantôme.

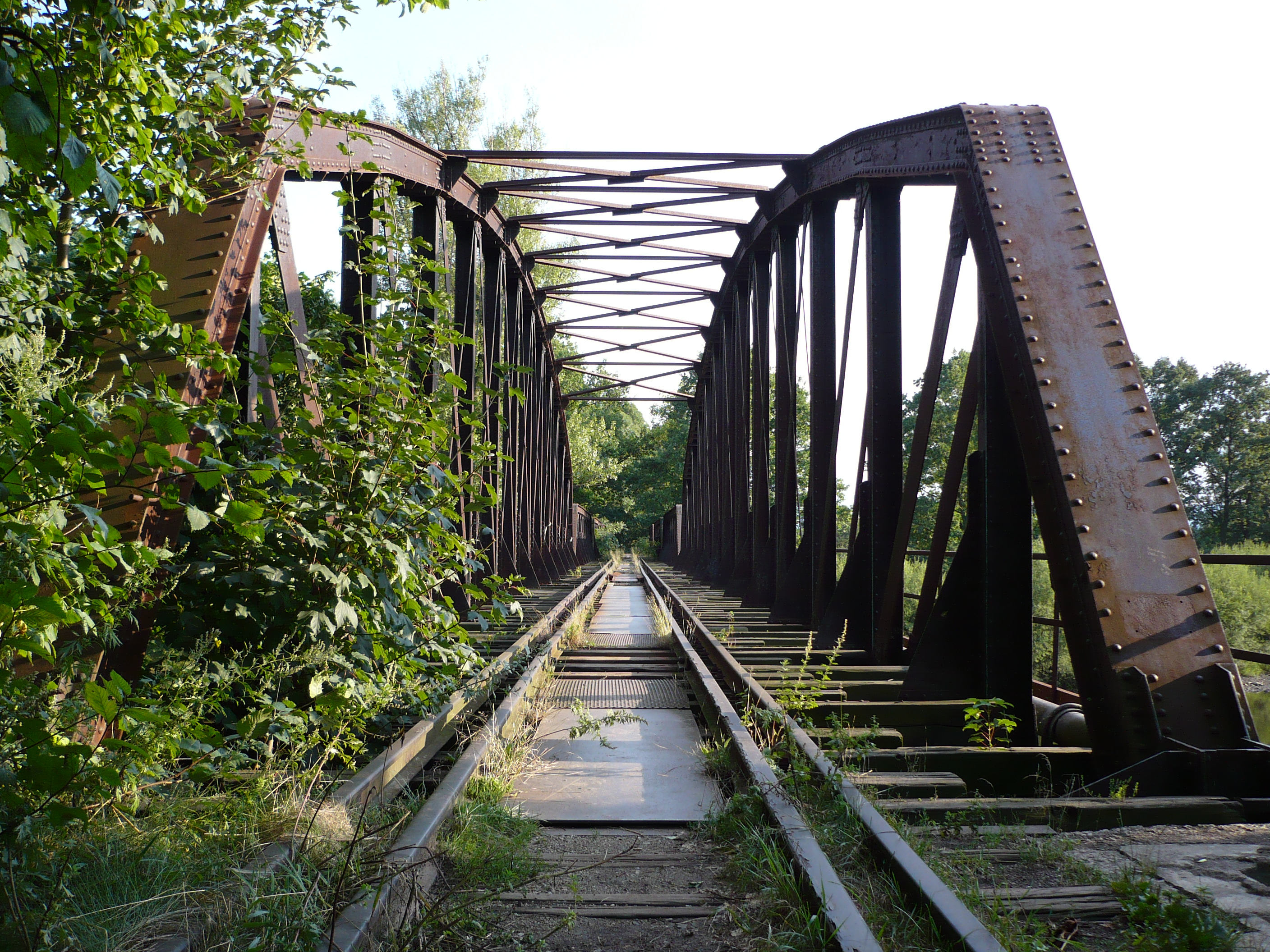
Un pont ferroviaire abandonné en Pologne.

Dans le ghostlore, un train fantôme est un véhicule fantôme sous forme de locomotive ou de train.

## Folklore
- Le Silverpilen (en) (Silver Arrow) est un train du métro de Stockholm qui fait l'objet de plusieurs légendes urbaines faisant état de l'apparition de son « fantôme »[1].
- Le train fantôme de St. Louis, plus connu sous le nom de lumière de St. Louis (en), est visible la nuit le long d'une ancienne ligne ferroviaire abandonnée entre Prince Albert et Saint-Louis, en Saskatchewan. Deux étudiants locaux ont remporté un prix pour avoir étudié et finalement reproduit le phénomène, qu'ils ont déterminé comme étant causé par la diffraction des lumières de véhicules éloignés[2].
- On dit qu'un train funéraire (en) fantôme circule régulièrement entre Washington et Springfield, dans l'Illinois, à l'époque de l'anniversaire de la mort d'Abraham Lincoln, et qu'il arrête les montres et les horloges des régions environnantes sur son passage[3].

## Culture populaire
Train fantôme, en anglais Ghost Train, est le nom de nombreuses pièces de théâtre, films, séries et épisodes télévisés, albums, chansons et autres œuvres créatives.
- Le train fantôme (en) a été écrit en 1923 par le dramaturge et acteur Arnold Ridley. Basé sur l'expérience personnelle de l'auteur lors d'un voyage en train, il a connu un succès populaire.
- En 1948, dans la série d'Enid Blyton, Le Club des cinq, de mystérieux « trains fantômes » sont présentés comme une couverture utilisée par des criminels dans Le Club des cinq va camper[4]. L'histoire a ensuite été adaptée pour la télévision[5] et la radio.
- Dans la première histoire du livre Tramway Engines (1972) de la série Railway Series (en) intitulée « Ghost Train », et dans son adaptation de la série 2 de Thomas et ses amis (1986), Percy raconte à Thomas l'histoire d'une locomotive fantôme qu'il a entendue de son chauffeur, bien que ce dernier lui dise plus tard que ce n'était qu'un faux fantôme qu'il avait vu à la télévision. Depuis cette dernière, il y a eu un certain nombre d'autres épisodes dans lesquels des moteurs fantômes ont joué un rôle.
- 1981 : Clive Cussler, L'Incroyable Secret. L'un des petits rebondissements intéressants de l'intrigue concerne le « train fantôme » (alias le train express de passagers Manhattan Limited), qui a plongé dans le fleuve Hudson par une sombre nuit de tempête. Cependant, le train fait toujours son trajet fatal les nuits d'orage, remontant la voie ferrée abandonnée et disparaissant soudainement lorsqu'il atteint le site du pont.
- Dans le film SOS Fantômes 2 de 1989, les Ghostbusters rencontrent un train fantôme dans le métro de New York alors qu'ils enquêtent sur le paranormal pink ooze souterrain.
- Le film de 1991 Vengeance diabolique présente le Southern Pacific 5021 (en) comme le train fantôme avec des effets de fumée rouge.
- L'épisode de Capitaine Planète « The Blue Car Line », diffusé pour la première fois en 1992, met en scène Looten Plunder et Argos Bleak qui utilisent des hologrammes à l'intérieur de wagons de chemin de fer en Australie pour faire croire aux gens que le train est hanté, afin que Looten Plunder et Argos Bleak puissent gagner de l'argent sur une énorme autoroute[6].
- Le Train fantôme est un niveau jouable et un boss dans le jeu vidéo Final Fantasy VI, sorti en 1994, qui transporte les âmes des morts vers leur « lieu final ». Le même boss est apparu dans les remakes les plus récents de Final Fantasy et Final Fantasy IV : Les Années suivantes en hommage au sixième chapitre de la série.
- En 1994, Oasis a sorti la chanson Bring It On Down avec les paroles « What was that sound ringing around your brain ? Today was just a blur, you've got a head like a ghost train », en français « C'était quoi ce son qui résonnait dans ta tête ? Aujourd'hui c'était le flou total, t'as une tête comme un train fantôme ».
- Dans l'épisode de 1995 de Fais-moi peur ! « L’Histoire du train magique », on raconte l'histoire du train fantôme de 713.
- Dans l'épisode de 1996 de Hey Arnold ! « Le Train hanté ». Grand-père Phil raconte à Arnold et à ses amis qu'en 1956, la vieille locomotive 25 (une sinistre locomotive à vapeur 4-8-2 de type Mountain qui travaillait pour la Great Northern Railway) se dirigeait vers la gare pour prendre des passagers lorsque son mécanicien est devenu « fou » et a conduit la locomotive et ses wagons de passagers hors des voies et dans le monde souterrain ardent, et à chaque anniversaire de la dernière course de la locomotive, elle revient pour emmener des passagers inconnus dans le monde souterrain ardent. (Il est révélé plus tard dans l'épisode que la locomotive 25 a été reconvertie en transport pour les travailleurs de secours d'une aciérie, bien que l'ingénieur « fou » apparaisse sur le capot de la locomotive pendant le générique).
- Dans la série animée GeoTrax (en), Brutus et Victor se font passer pour les fantômes de Old Rust et Tex pour voler de précieuses marchandises à Aero et Eric. Ils sont ensuite chassés par les vrais Old Rust et Tex qui se font passer pour des fantômes.
- Le début du film de comédie dramatique de 1997, Casper, l'apprenti fantôme se déroule dans un « train de la mort » à destination de la gare centrale de Ghost[7].
- « Miner's Silver Ghost » - Merle Haggard a écrit et interprété cette chanson célèbre à propos d'un train fantôme qui est tombé dans un ravin et a fait naufrage en essayant d'envoyer des secours lors d'un effondrement 50 ans auparavant et qui apparaît lorsqu'un effondrement se produit dans une mine voisine.
- Tweetsie Railroad (en) propose un événement de train fantôme sur le thème du « Great Train Crash of 1913/1914 ».
- Spectral Rails est un jeu de société conçu par Morgan Dontanville et publié par Z-Man en 2011. Le jeu de société dépeint l'histoire des ingénieurs morts-vivants des trains fantômes qui livrent les âmes solitaires des mineurs errants à leurs maisons.
- L'un d'entre eux apparaît dans Red Dead Redemption II sous la forme d'easter egg.